# Neuenegg
Neuenegg (toponimo tedesco) è un comune svizzero di 5 543 abitanti del Canton Berna, nella regione di Berna-Altipiano svizzero (circondario di Berna-Altipiano svizzero).

## Monumenti e luoghi d'interesse

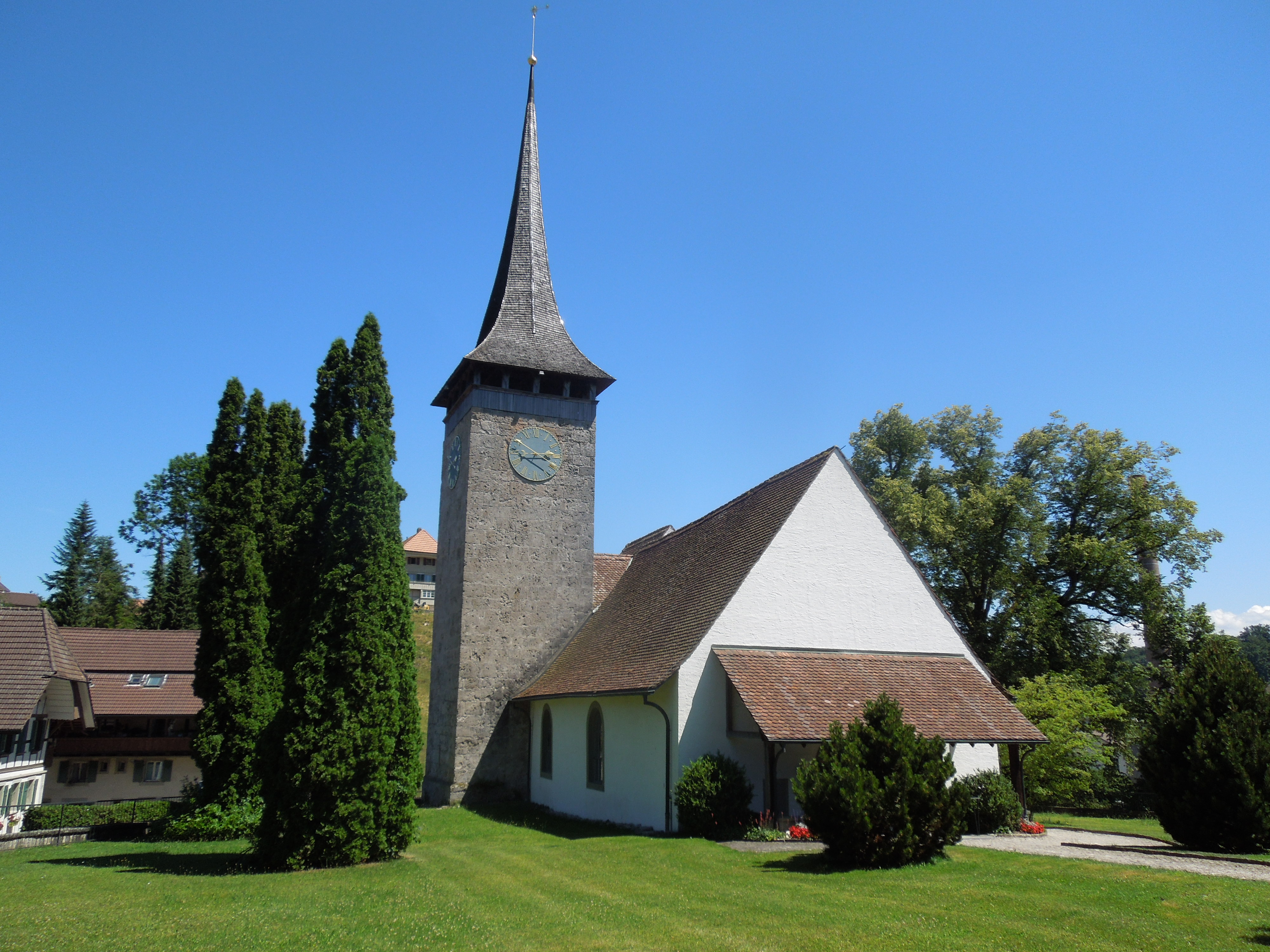
La chiesa riformata

- Chiesa riformata (già di San Giovanni), eretta nel XIII-XIV secolo e ricostruita nel 1452 e nel 1512-1516[1].

## Società

### Evoluzione demografica
L'evoluzione demografica è riportata nella seguente tabella:
Abitanti censiti

## Geografia antropica

### Frazioni e quartieri
- Bärfischenhaus
- Bramberg
- Brügelbach
- Landstuhl
- Neuenegg-Au
- Pfrundgschick
- Striten
- Süri
- Thörishaus
- Zilmatt

## Infrastrutture e trasporti

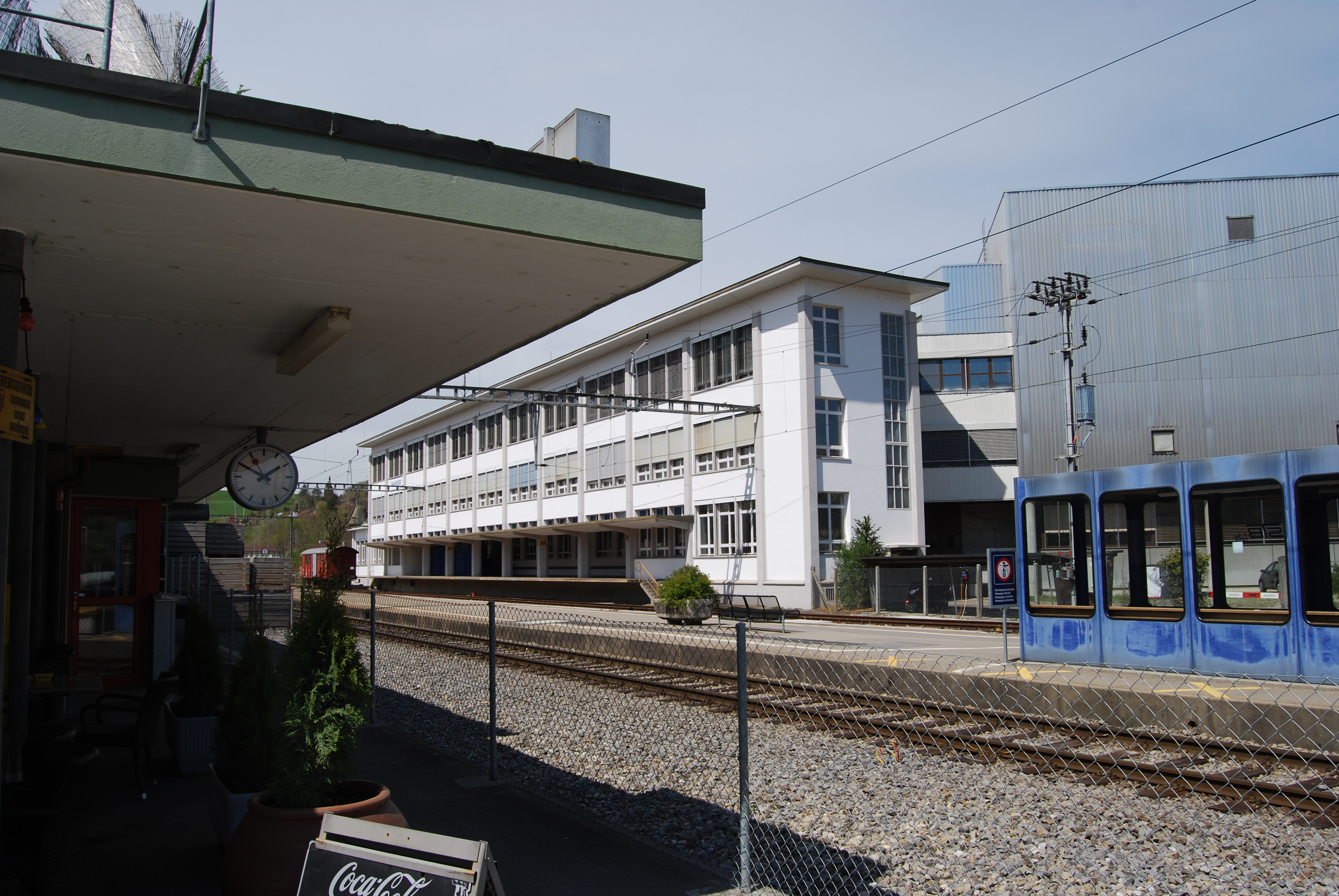
La stazione di Neuenegg

Neuenegg è servito dall'omonima stazione sulla ferrovia Sensetalbahn.

## Amministrazione
Ogni famiglia originaria del luogo fa parte del cosiddetto comune patriziale e ha la responsabilità della manutenzione di ogni bene ricadente all'interno dei confini del comune.